# Bahja
Bahja (IATA: BJQ) este un aeroport din Oman.
aeroportul dispune de o singură pistă.